# De Swetten
De Swetten is een woonwijk in de Nederlandse plaats Drachten. De wijk werd gerealiseerd in de jaren vijftig en zestig door woningcorporaties en het toenmalige woonbedrijf van Philips.
De Swetten is ook de naam van de openbare basisschool in de wijk. In de wijk bevinden zich tevens de basisschool It Ambyld en het speciaal onderwijs It Heechhof.